# República de Urianjái
La República de Urianjái (Chino 烏梁海共和國; en tuvano: Урянхай) fue un Estado nominalmente independiente que se separó de la dinastía Qing de China durante la Revolución Xinhai. Fue proclamada república en 1911 por el movimiento separatista tuvano y fue alentada por el  Imperio ruso. El 1° de diciembre de 1911, Mongolia Exterior declaró su independencia de la China Qing. Durante el resto de diciembre, bandas de Urianjái comenzaron a saquear y quemar tiendas de propiedad china.
Los nobles de Urianjái estaban divididos sobre su curso de acción política. El gobernador de Urianjái (amban-Noyon), Gombo-Dorzhu, abogó por convertirse en un protectorado de Rusia, esperando que los rusos le nombraran gobernador de Uriankhai. Sin embargo, los príncipes de otros dos kozhuuns (tuvano para "bandera", una antigua división administrativa) prefirieron someterse al nuevo estado de Mongolia Exterior bajo el gobierno teocrático del líder espiritual budista Jebstundamba Khutukhtu de Urga.
Sin inmutarse, Gombu-Dorzhu envió una petición al superintendente de fronteras del zar ruso en Usinsk, afirmando que había sido elegido líder de un estado independiente de Tannu Urianjái. Pidió protección y propuso que se enviaran tropas rusas inmediatamente al país para evitar que China restableciera su dominio sobre la región. No hubo respuesta – tres meses antes, el Consejo de Ministros zarista había decidido una política de cautelosa absorción gradual de Urianjái fomentando la influencia rusa. El Consejo temía que una acción precipitada de Rusia pudiera provocar a China. El zar Nicolás II ordenó la entrada de tropas rusas en la República de Urianjái en 1912, con el pretexto de que supuestamente los inmigrantes rusos habían sido atacados.
Sin embargo, esta posición cambió como resultado de la presión de los círculos comerciales rusos para que se adoptara un enfoque más activista. Además, una petición patrocinada por Rusia de dos khoshuuns Urianjái en el otoño de 1913 solicitó que fueran aceptados como parte de Rusia. Otros khoshuuns de Urianjái pronto siguieron su ejemplo. El 14 de abril de 1914, la República de Urianjái se convirtió en un protectorado ruso como Krai de Urianjái.